# Cương lĩnh Dân sự
Đảng Cương lĩnh Dân sự (tiếng Ba Lan:Platforma Obywatelska) là một đảng chính trị bảo thủ tự do ở Ba Lan. Đảng này đã tạo lập chính phủ Ba Lan kể từ bầu cử nghị viện Ba Lan 2007, là đảng lớn nhất ở Hạ viện Ba Lan. Đảng Cương lĩnh dân sự là một thành viên của Đảng Nhân dân châu Âu.
Đảng Cương lĩnh dân sự được lập năm 2001 từ các bộ phận tách ra của các đảng hiện hữu thời điểm dó. Các thành viên sáng lập gồm Andrzej Olechowski, Maciej Płażyński, và Donald Tusk đôi khi được giới truyền thông và bình luận Ba Lan gọi là "the Three Tenors". Olechowski và Płażyński đã rời đảng này trong nhiệm kỳ nghị viện 2001-2005, cho nên chỉ còn lại Donald Tusk vẫn ở lại đảng này, là thành viên sáng lập duy nhất, ông hiện là chủ tịch đảng.
Trong cuộc bầu cử nghị viện Ba La năm 2001, đảng này giành được 12,6% phiếu bầu và có 58 ghế trong Hạ viện Ba Lan, là đảng đối lập lớn nhất đối với chính phủ do Đảng Liên minh Cánh tả lãnh đạo. Năm 2010, Bronisław Komorowski của đảng Cương lĩnh Dân sự thắng cử cuộc bầu cử Tổng thống Ba Lan được tổ chức sau cái chết của Tổng thống Lech Kaczyński.